# AEON (companhia)

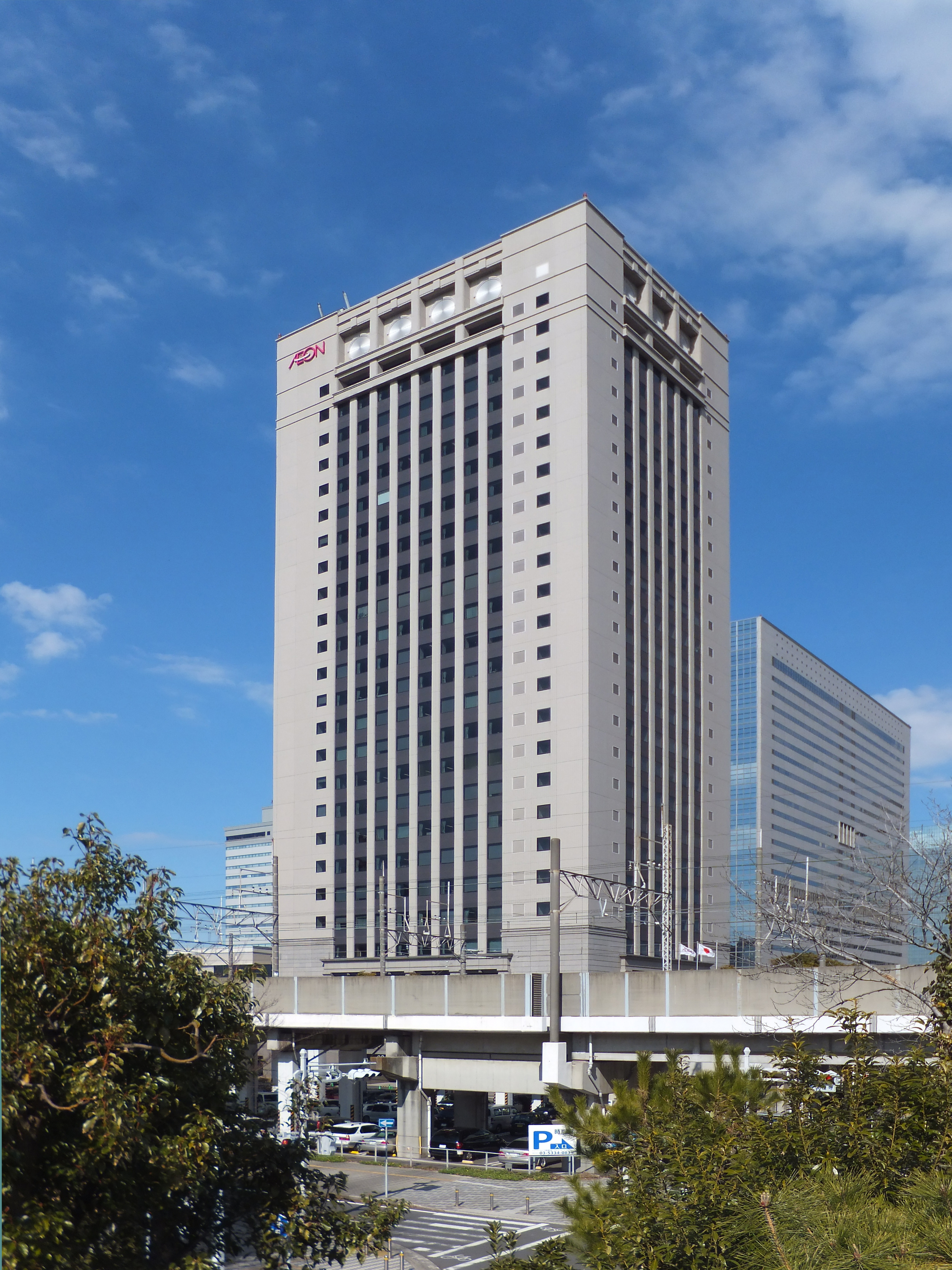
Aeon Tower

Aeon Corporation (anteriormente Jusco Corporation; ocasionalmente estilizada como ÆON), é uma varejista japonesa. É uma das maiores empresas de varejo do Japão, proprietária dos hipermercados Aeon, dos shopping centers Aeon Mall e Aeon Town, dos supermercados Daiei, MaxValu, Maruetsu e My Basket, da loja de conveniência Ministop, da drogaria Welcia e dos cinemas Aeon Cinema.

## História
A ÆON foi estabelecida em 1926, por três companhias Futagi, Okadaya e Shiro, formando a JUSCO.